# اثر سیندرلا

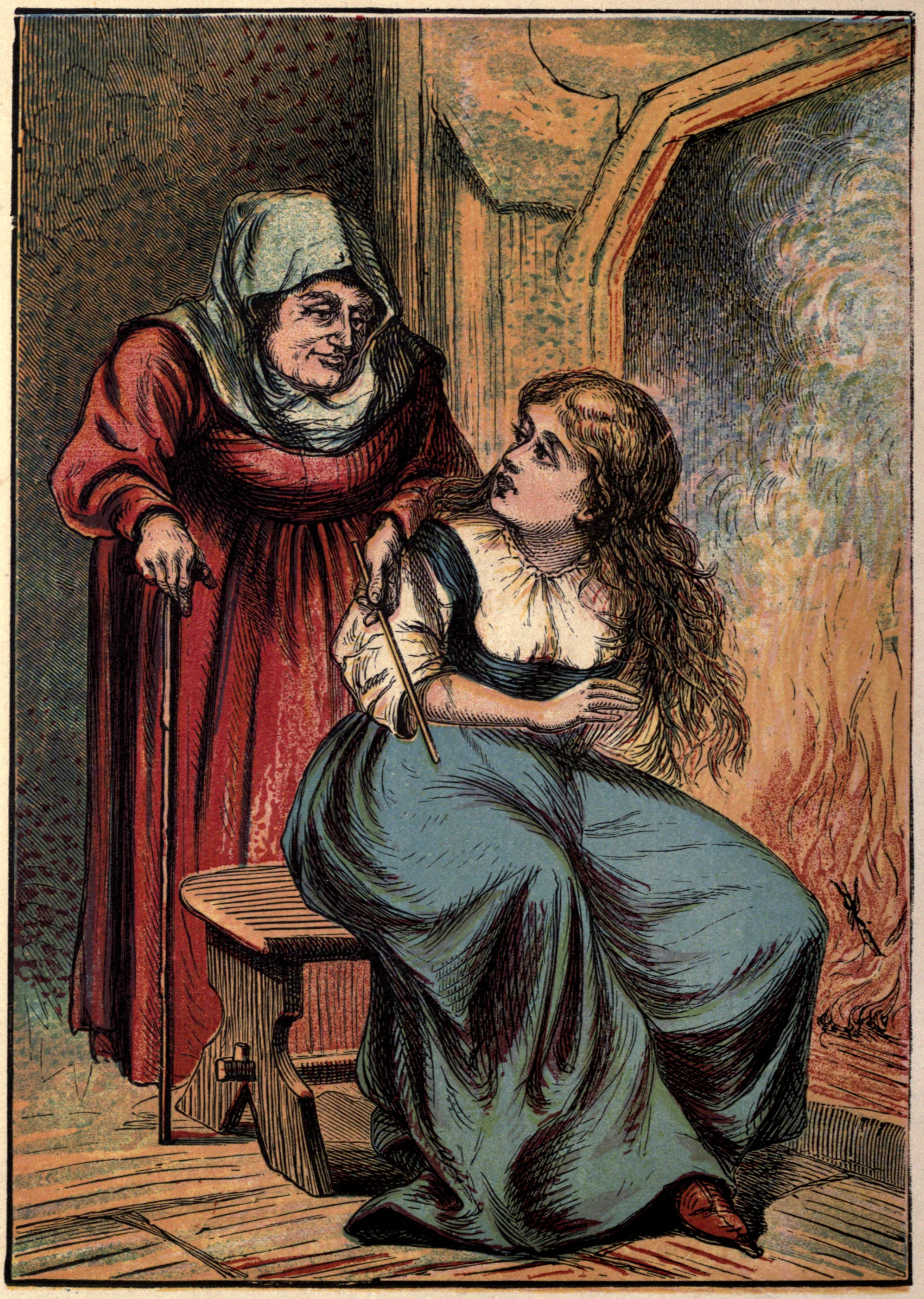
نقاشی از داستان سیندرلا، نسخه‌ای از ۱۸۶۵.

اثر سیندرلا (انگلیسی: Cinderella effect) در روان‌شناسی فرگشتی پدیده‌ای است که میزان بروز اشکال مختلف کودک آزاری و بدرفتاری توسط ناپدری‌ها نسبت به والدین بیولوژیکی بیشتر است. نام آن برگرفته از شخصیت سیندرلا است که در مورد دختری است که توسط خواهر ناتنی و نامادری‌اش بدرفتاری می‌شود. روانشناسان تکاملی این اثر را محصول جانبی سوگیری نسبت به خویشاوندان و تضاد بین شرکای باروری در سرمایه‌گذاری بر روی کودکانی که به یک شریک ارتباطی ندارند، توصیف می‌کنند.